# بغوري (بيدفوردشير)
بغوري (بالإنجليزية: Begwary)‏ هي قرية تقع في المملكة المتحدة في شرق انجلترا.